# روان ویلسون
روان ویلسون (انگلیسی: Roan Wilson؛ زادهٔ ۱ مهٔ ۲۰۰۲) بازیکن فوتبال اهل کاستاریکا است.
وی همچنین در تیم ملی فوتبال کاستاریکا بازی کرده‌است.